# Friedrich (Mecklenburg)

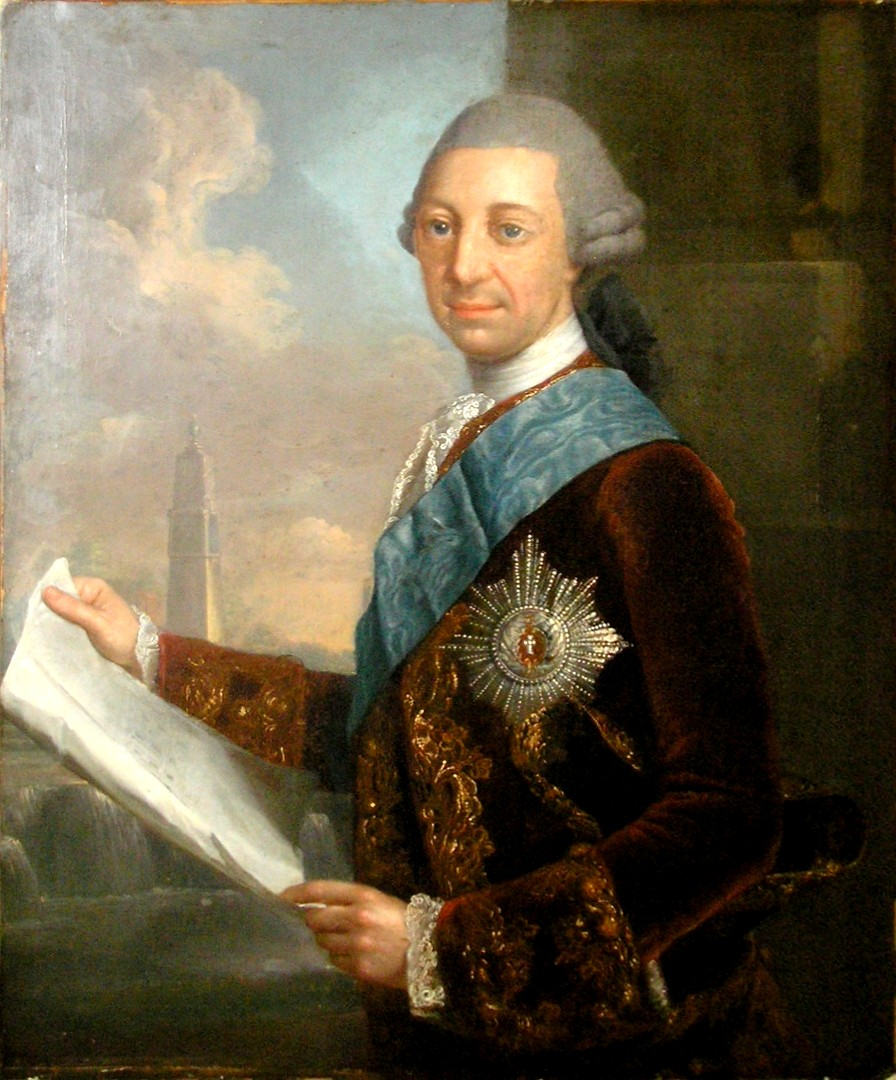
Georg David Matthieu: Porträt Herzog Friedrich (1772), Sammlung Gut Hohen Luckow

Friedrich, Herzog zu Mecklenburg [-Schwerin], genannt der Fromme oder der Gütige, mitunter fälschlich Friedrich I. oder Friedrich II.  (* 9. November 1717 in Schwerin; † 24. April 1785 in Ludwigslust) war regierender Herzog zu Mecklenburg im Landesteil Mecklenburg-Schwerin.

## Leben

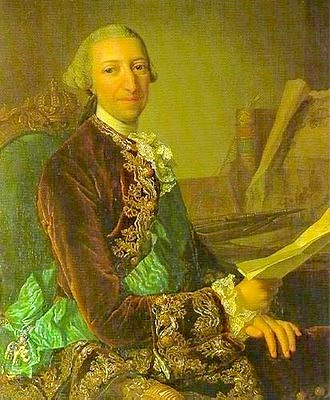
Herzog Friedrich von Mecklenburg-Schwerin

Er war der Sohn des Herzogs Christian Ludwig II. und seiner Frau Gustave Karoline, der Tochter Adolf Friedrichs II. von Mecklenburg-Strelitz.
In seiner Kindheit und Jugend nahm seine Großtante Auguste zu Mecklenburg großen Einfluss auf die geistige und geistliche Entwicklung ihres Großneffen. Dieser war als Kind und Jugendlicher häufig bei ihr zu Besuch. Durch sie entwickelte sich seine im Wesentlichen vom Pietismus geprägte Frömmigkeit.
Nach dem Tod des Vaters übernahm er am 30. Mai 1756 die Regierung im Herzogtum. Kurz nach seinem Amtsantritt wurde das Land in den Siebenjährigen Krieg hineingezogen. Die durch die Reichsexekution im Land befindlichen preußischen Truppen pressten teilweise mit Gewalt ihre Rekruten aus der einheimischen Bevölkerung. Die Beschwerden Friedrichs beim preußischen König Friedrich II. halfen nichts. So schloss sich Friedrich im März 1757, allerdings defensiv, dem Bündnis mit Schweden und Frankreich an. Er gestattete den Schweden den Durchzug durch Mecklenburg. Dadurch wurde auch Mecklenburg Schauplatz von Kämpfen und Friedrich musste vor den preußischen Truppen des Generals Paul von Werner bis zum Sommer 1762 aus Mecklenburg nach Lübeck fliehen, wo er im Hoghehus residierte. Nach dem Friedensschluss war Mecklenburg gezwungen, an Preußen hohe Kontributionen zu zahlen. Die Stadt Rostock verweigerte die Zahlungen, sodass Friedrich 1760 Teile der Rostocker Universität nach Bützow verlagerte und die Friedrichs-Universität gründete. Der Konflikt mit der Stadt konnte erst 1789 nach seinem Tod beigelegt werden.
Friedrich, der ein überzeugter Anhänger des Pietismus war, wurde als milder, sparsamer und gerechter Herrscher beschrieben. Er förderte das Schulwesen, die Tuchfabrikation und schaffte die Folter ab. Ihm gelang es, die an Hannover verpfändeten Güter zurückzukaufen. Am 12. Oktober 1764 bestätigte Friedrich der Fromme den Schutzjuden Mecklenburg-Schwerins (jene der israelitischen Gemeinde in Schwerin ausgenommen) ihre auf dem Landtag zu Schwaan beschlossene Satzung, die Ordnung und Statua für die in den Herzoglich Mecklenburgischen Landen wohnenden Schutzjuden,  womit die Landjudenschaft Mecklenburg-Schwerins entstand.
1764 verlegte er seine Residenz von Schwerin nach Ludwigslust. 1765 begann Baumeister Johann Joachim Busch mit dem Bau der Hofkirche (fertiggestellt 1770, heute Stadtkirche) und setzte den Ausbau zur Residenz mit dem barocken Schloss fort, an dem von 1772 bis 1776 gebaut wurde.

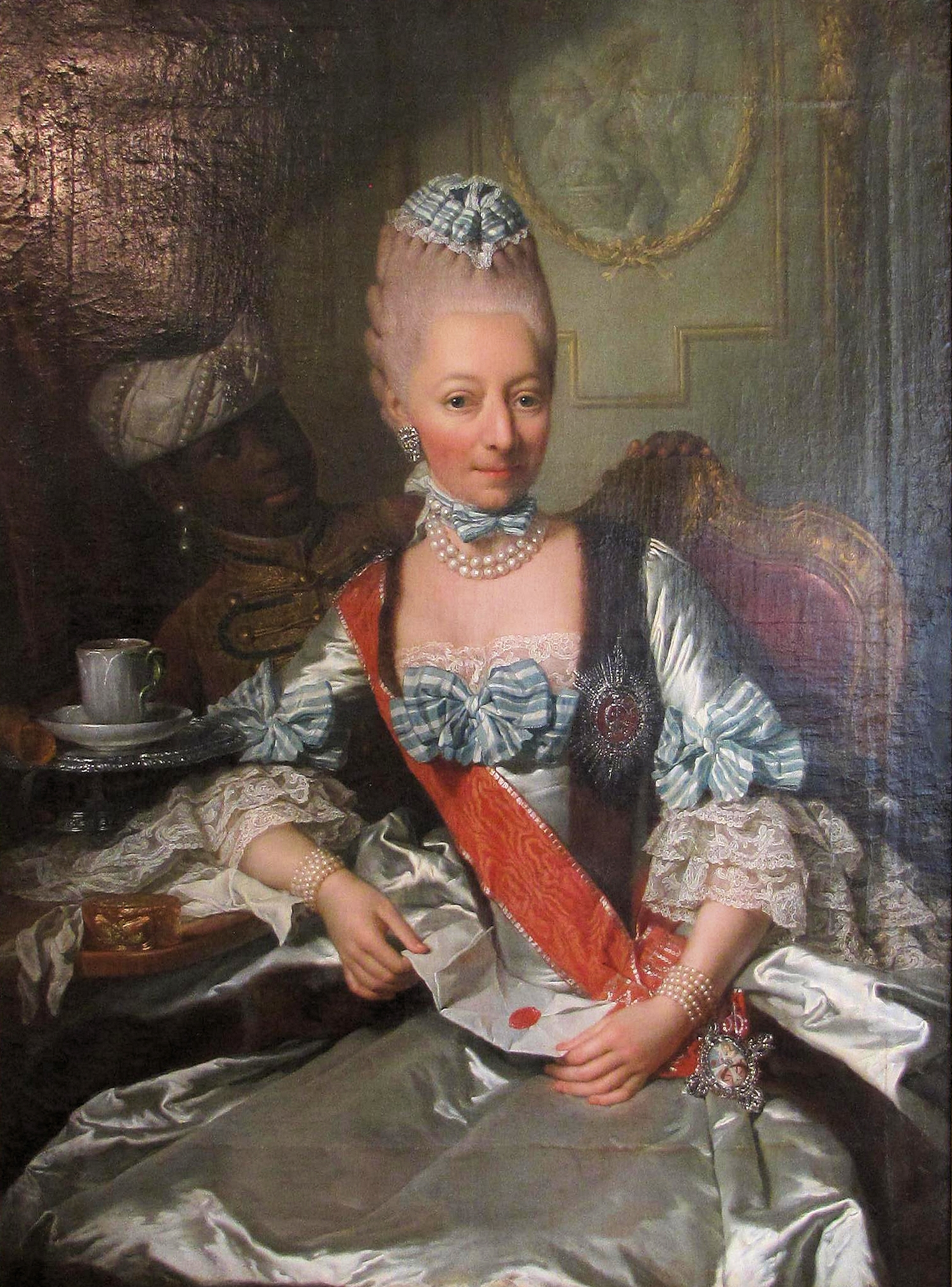
Prinzessin Louise Friederike von Württemberg

Seit dem 2. März 1746 war er mit Louise Friederike von Württemberg, der Tochter von Erbprinz Friedrich Ludwig von Württemberg, verheiratet. Die Hochzeit fand wegen des frühen Todes des Brautvaters am Hof ihres brandenburgischen Onkels Friedrich-Wilhelm von Brandenburg-Schwedt auf Schloss Schwedt in Schwedt statt. Die Ehe blieb kinderlos, sodass sein Neffe Friedrich Franz I., Sohn seines Bruders Ludwig, nach seinem Tod die Regentschaft übernahm. Friedrich wurde zusammen mit seiner Frau in der Hofkirche in Ludwigslust beigesetzt.
Herzogin Louise Friederike bezog jeweils in der Sommerzeit ein vom Hof Anfang der 1760er-Jahre erworbenes Haus in Hamburg. Die übrige Zeit des Jahres nahm sie ab Ende 1786 ihren Witwensitz im Rostocker Palais. Ihr Porträt „mit Mohrenknaben“ (1772) von dem Hofmaler Georg David Matthieu befindet sich in der Sammlung des Staatlichen Museums Schwerin.